# Igreja de Nossa Senhora da Graça (Praia do Almoxarife)

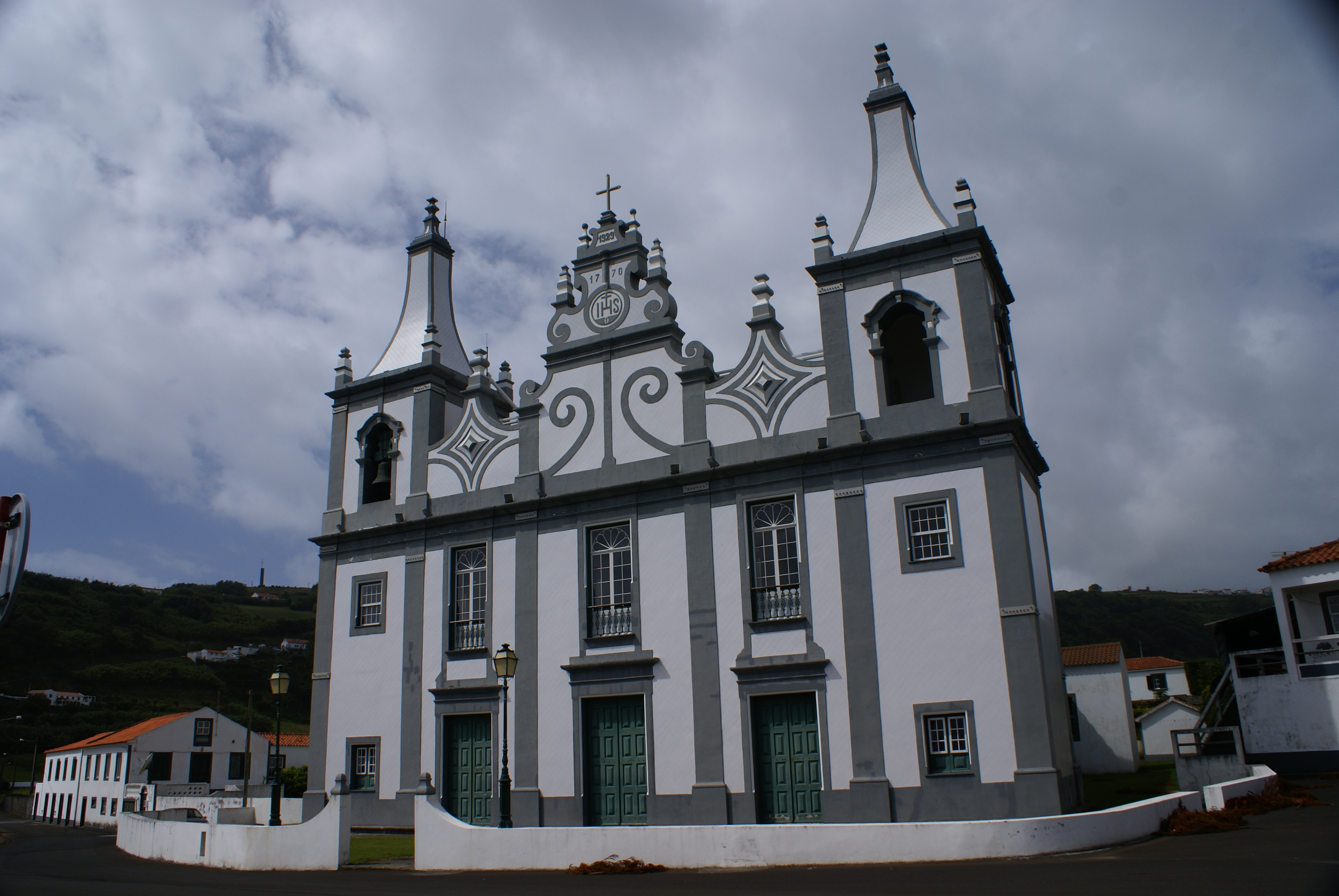
Igreja de Nossa Senhora da Graça, Horta.

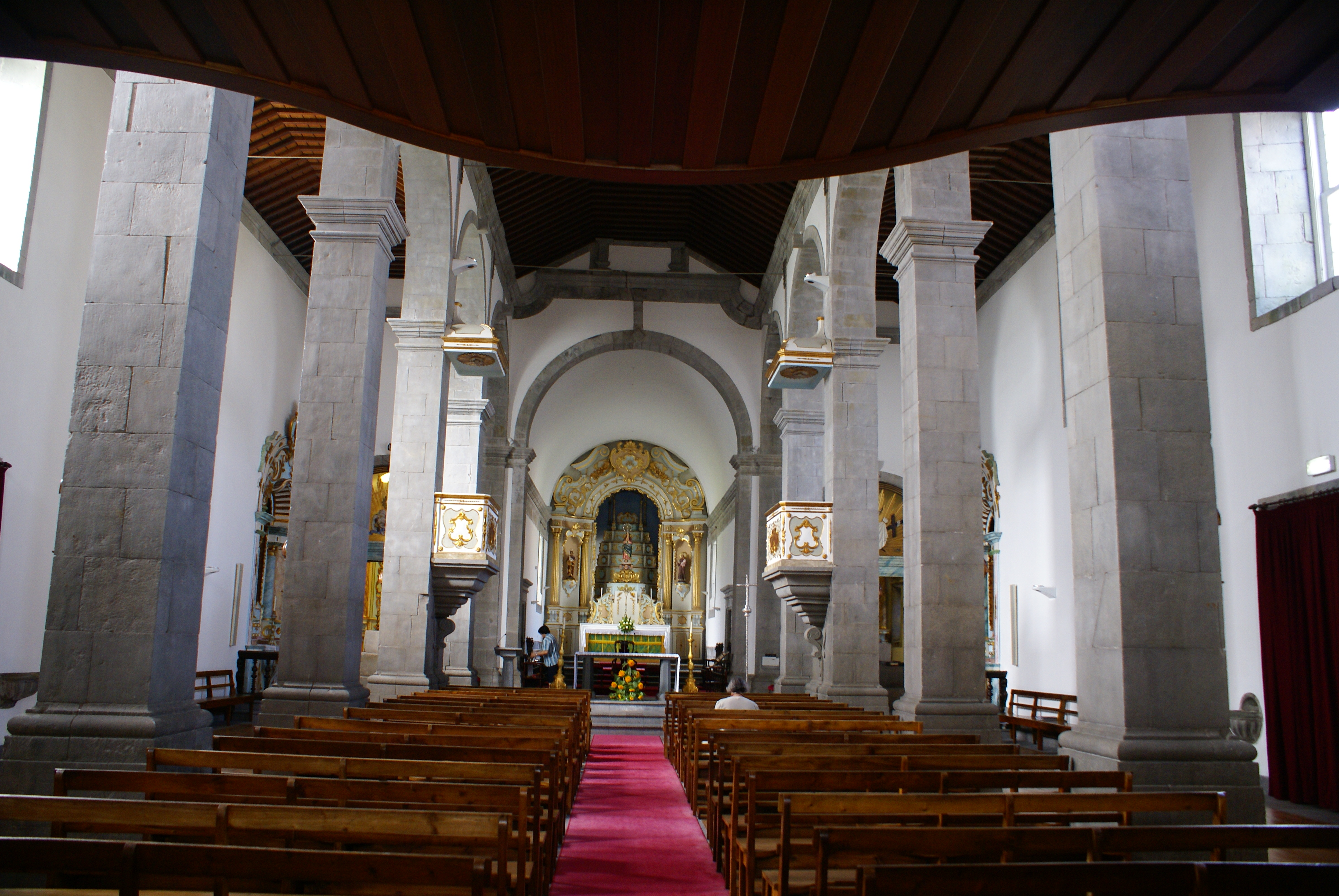
Igreja de Nossa Senhora da Graça: nave central.

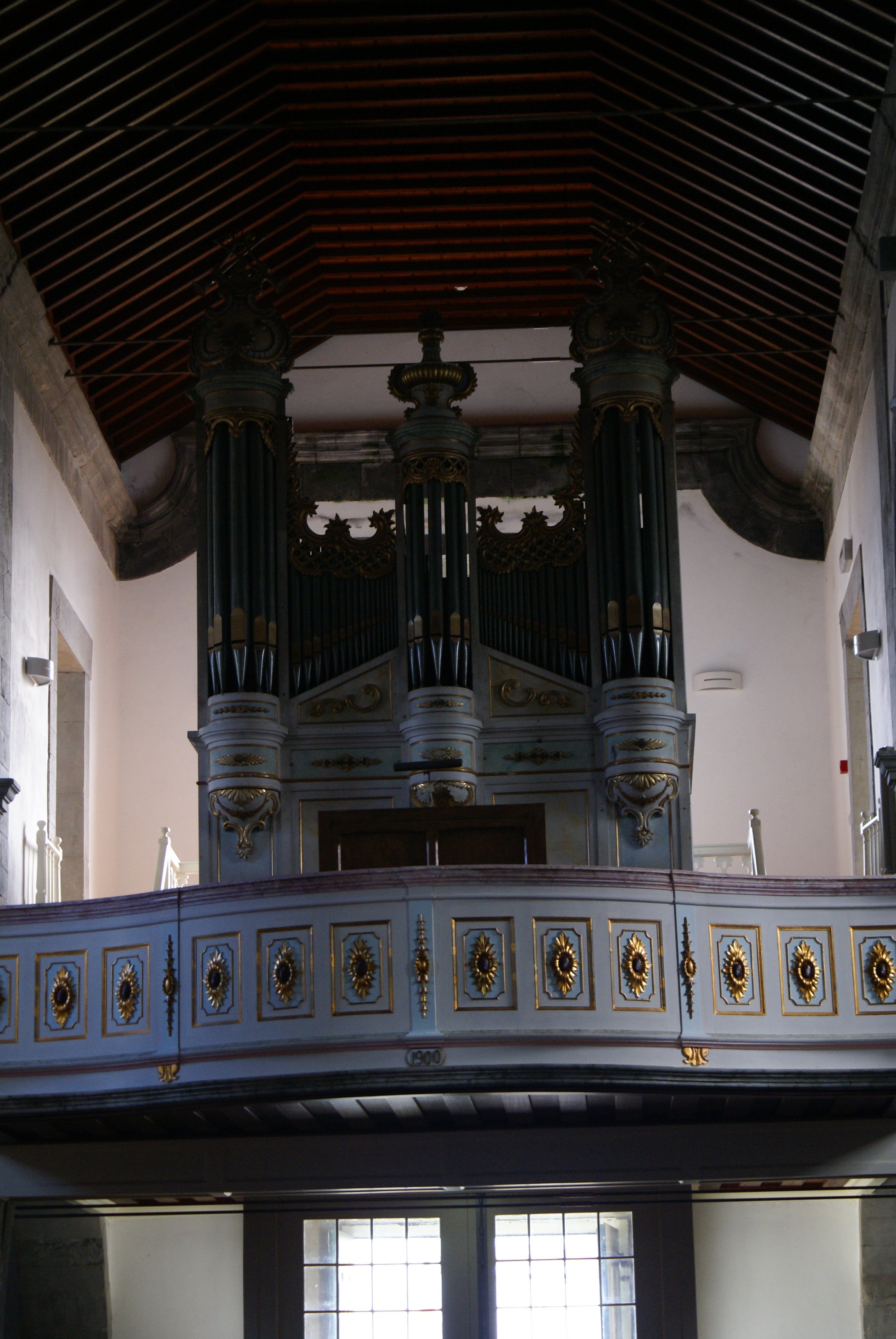
Igreja de Nossa Senhora da Graça: órgão.

A Igreja de Nossa Senhora da Graça localiza-se na freguesia de Praia do Almoxarife, concelho da Horta, na ilha do Faial, nos Açores.

## História
Remonta a uma primitiva igreja, certamente de menores dimensões, a cujo respeito nada se conhece a não ser que era muito antiga, uma vez que é referida em um documento de 1568, que trata da elevação das côngruas da ilha do Faial.
Foi um dos templos saqueados e incendiados na Horta, em agosto de 1597, por Sir Walter Raleigh, da armada sob o comando de Robert Devereux, 2º conde de Essex, vindo a ser reconstruída às expensas da Fazenda Real.
O atual templo remonta à reconstrução de 1758, por iniciativa do seu vigário à época, padre Mateus Rodrigues, de acordo com o historiador faialense António Lourenço da Silveira Macedo na História das Quatro Ilhas (III, 63).
Venera-se nesta igreja um antigo crucifixo, o Senhor Santo Cristo da Praia, de grande devoção em toda a ilha e que, afirma-se, foi trazido de Bruges por Joss van Hurtere.
Uma lenda local refere, entretanto, que o crucifixo foi encontrado na praia com um braço a menos, e que, levado para a igreja, nunca conseguiram pôr-lhe um braço novo, porque nunca ligava. Certo dia, uma senhora idosa que procurava na praia restos de navios naufragados, achou um pedaço de madeira que, posto depois no lume, nunca ardeu. Os padres verificaram que era o braço da imagem, à qual se ajustou e ligou perfeitamente.